# HMS Breconshire
Le MV Breconshire est un cargo de 9 776 tonneaux construit à la fin des années 1930 pour la Glen Line (en). Il a été repris par la Royal Navy pendant la Seconde Guerre mondiale en tant que navire de ravitaillement et modifié pour transporter du mazout. Le navire a participé à de nombreux convois de Malte et a été coulé par des bombardiers de l'Axe le 27 mars 1942. 
Ce navire était un ancien paquebot Holt converti pour servir de pétrolier rapide. Après l'attaque aérienne, il est forcé à l'échouement en raison des dommages subis lors d'un convoi entre Alexandrie et Malte. Bien que le navire ait été mis hors service, il a coulé en eaux peu profondes et la majeure partie de sa cargaison vitale de pétrole a été récupérée. 